# 下馬克塔馬
下马克塔马（羅馬化：Nizhnyaya Maktama，羅馬化：Tübän Maqtama）是俄罗斯鞑靼斯坦共和国的市级镇，为阿尔梅季耶夫斯克区第二大聚居地，也是该区唯一的一座市级镇。地处鞑靼斯坦共和国东部，位于伏尔加河流域卡马河一支流斯捷普诺伊扎伊河畔，在区行政中心阿尔梅季耶夫斯克东偏南侧、共和国首府喀山东南方。
该地2022年人口有10,212人；2010年人口9,703；2002年人口10,580；1989年人口7,415。